# Месть Франкенштейна
«Месть Франкенштейна» (англ. The Revenge of Frankenstein, 1958) — фильм ужасов, прямое продолжение фильма «Проклятие Франкенштейна». В отдельных сценах использовались те же декорации, что и в предыдущем фильме (гостиная графини — это «бывшая» гостиная барона с перемонтированными панелями и другой мебелью).

## Сюжет
Барон Франкенштейн (Питер Кушинг) должен быть казнён. Но он обманывает палача: вместо него казнят священника. Франкенштейн бежит в Карлсбрюк и там под именем доктора Штейна под прикрытием имиджа модного врача для богатых и практики в больнице для бедных производит опыты. Вместе со своим полупарализованным помощником Карлом и горящим жаждой знаний молодым доктором Гансом Клеве он снова проводит опыты с телами. Они добывают мозг — Карл просит пересадить свой в новое тело, прибывшее в лабораторию Франкенштейна, ранее принадлежащее гробокопателю, чтобы избавиться от страданий быть больным горбуном — с той уверенностью, что им наконец удастся создать идеал. После удачно проведенной операции, однако, происходят неудачи: обновлённый Карл (Майкл Гвинн) получает травму черепа, у него проявляется паралич, и начинаются убийства. В попытках найти сбежавшего, Франкенштейн и Клеве приезжают на бал к матери одной из богатых пациенток, графини Маргариты; одновременно туда вламывается существо, которое разоблачает барона, называя его по имени. Узнав правду о своем докторе, в больнице пациенты жестоко избивают его, практически до смерти. На последнем дыхании Франкенштейн говорит Клеве: «Ты знаешь что делать…» Тот пересаживает его мозг в новое тело, подготовленное заранее, выглядящее как ещё один Питер Кушинг. Под именем доктора Франка он перебирается в Лондон.

## Критика
На агрегаторе рецензий Rotten Tomatoes рейтинг одобрения составляет 87 % на основе 15 обзоров со средней оценкой 6,7 из 10.
Variety назвал «Месть Франкенштейна» «высококлассным фильмом ужасов» с «богатой» производственной ценностью и сценарием, который «хорошо продуман, населен интересными персонажами». Ричард Гебтнер из Motion Picture Daily отметил: «Картина ужасов получилась с творческим мастерством и воображением. Самый заметный вклад Hammer Films в этот жанр — их потрясающее использование цвета для создания пугающих эффектов. Hammer Films раз и навсегда разрушила теорию о том, что фильмы ужасов всегда должны быть черно-белыми».